# Cristina Penagos
Cristina Penagos Olmos es una actriz colombiana, reconocida principalmente por su participación en series como Don Chinche, Romeo y Buseta y Ecomoda, además de su extensa carrera teatral.

## Carrera
Penagos inició estudios de actuación en 1971 en la Escuela de Actuación del Distrito en la ciudad de Bogotá. En 1973 se convirtió en una de las fundadoras del Teatro Libre de Bogotá junto a otro grupo de actores. Allí fue descubierta por el director Pepe Sánchez, quien la vinculó al reparto de la popular serie de televisión Don Chinche. En 1984 actuó en la telenovela El faraón y tres años después interpretó uno de sus papeles más recordados, el de la Nena Tuta en la serie cómica Romeo y Buseta, papel que interpretaría nuevamente en 1993 en la serie Los Tuta.
Entre las décadas de 2000 y 2010, Penagos ha registrado apariciones en series de televisión como Ecomoda, Padres e hijos, Amores de mercado, Mujeres al límite, El man es Germán y Pobres Rico.

## Filmografía

### Televisión
- 2019 - El inquisidor... Eva[6]
- 2016 - Las Vega's... Raquel
- 2012 - Pobres Rico... Imelda
- 2010 - El man es Germán... Marta Melo
- 2008 - Padres e hijos
- 2006 - Amores de mercado... Gertrudis
- 2001 - Ecomoda... Doña Blanquita
- 1993 - Los Tuta... La nena Tuta
- 1993 - Dulce ave negra
- 1987 - Romeo y Buseta... La nena Tuta
- 1984 - El Faraón
- 1982 - Don Chinche... Rosa